# Pelexia sinuosa
Pelexia sinuosa är en orkidéart som beskrevs av Dariusz Lucjan Szlachetko. Pelexia sinuosa ingår i släktet Pelexia och familjen orkidéer.
Artens utbredningsområde är Colombia. Inga underarter finns listade i Catalogue of Life.